# Froilán Varela
Froilán Varela (Montevideo, Uruguay; 1891 - Córdoba, Argentina; 11 de agosto de 1948) fue un actor de reparto cinematográfico, radial y teatral uruguayo que pasó casi toda su vida en Argentina.

## Carrera
Varela fue actor secundario en numerosas películas durante la época de esplendor del cine argentino en las décadas del '30 y '40. Se lució junto a figuras de la talla de Elsa O'Connor, Elisardo Santalla, Luisa Vehil, Eva Duarte, Francisco Petrone, Iris Marga, Carlos Perelli, Agustín Irusta, Roberto Fugazot, Sebastián Chiola, Domingo Sapelli, Isabel Figlioli, Héctor Quintanilla, Luis Sandrini, entre otros.
En teatro actuó en la compañía de José Gómez, en las de Luis Arata-Leopoldo Simari-Eva Franco y en las de Luis Vittone- Segundo Pomar.

## Filmografía
- 1934: Riachuelo
- 1936: Ya tiene comisario el pueblo
- 1938: Los caranchos de la Florida
- 1938: Turbión
- 1938: El casamiento de Chichilo
- 1938: El cabo Rivero
- 1939: ...Y los sueños pasan
- 1939: Hermanos
- 1940: Huella
- 1940: La carga de los valientes
- 1940: Petróleo
- 1941: La casa de los cuervos
- 1941: Boina blanca
- 1941: La quinta calumnia
- 1941: El hermano José
- 1942: Un nuevo amanecer
- 1942: El camino de las llamas
- 1942: Sendas cruzadas
- 1943: Oro en la mano
- 1943: Frontera Sur
- 1944: Centauros del pasado
- 1945: Cuando en el cielo pasen lista
- 1945: Pampa Bárbara
- 1946: Tormenta en el alma
- 1947: El precio de una vida[2]

## Radio
Trabajo en el radioteatro Petróleo junto con Herminia Franco, Elisardo Santalla, Sebastián Chiola y Liana Chomery. Dicha radionovela tuvo su versión fílmica en 1940.

## Galardones
En 1946 recibió el Premio Cóndor de Plata como mejor actor de reparto por su labor en el film Pampa bárbara.

## Teatro
En teatro conformó  el primer elenco del Teatro Cómico en 1927, formando parte de la Compañía de Comedias y Sainetes Luis Arata con  Berta Gangloff, Emma Bernal, Leonor Rinaldi, Juan Vítola, Mercedes Delgado, Blanca Crespo, María Casenave, Delia Prieto, Carmen Villegas, Marcelo Ruggero, Juan Fernández, Ignacio Corsini, Carlos Rosingana, Jorge Gangloff, Enrique Duca, Ernesto Villegas y Alberto Fregolini. Con esta compañía  estrenó en 1928 la obra Stéfano.
En 1944 hizo la obra Lo mejor del pueblo en el Teatro Apolo, junto con Eloísa Cañizares, Pedro Maratea, Claudio Martínez Payva, César Mariño, Osvaldo Moreno, César Ratti, Domingo Sapelli, Lita Senen y Emma Martínez. También se destacó en la obra Tierra baja.